# Distrikt Matahuasi
Der Distrikt Matahuasi liegt in der Provinz Concepción in der Region Junín in Zentral-Peru. Der Distrikt wurde am 23. Oktober 1896 gegründet. Er hat eine Fläche von 23,6 km². Beim Zensus 2017 wurden 6039 Einwohner gezählt. Im Jahr 1993 lag die Einwohnerzahl bei 4966, im Jahr 2007 bei 5162. Sitz der Distriktverwaltung ist die 3262 m hoch gelegene Kleinstadt Matahuasi mit 3537 Einwohnern (Stand 2017). Matahuasi befindet sich knapp 4,5 km nordwestlich der Provinzhauptstadt Concepción. Die Nationalstraße 35 durchquert den Distrikt.

## Geographische Lage
Der Distrikt Matahuasi liegt im Andenhochland zentral in der Provinz Concepción. Der Distrikt liegt am Ostufer des nach Südosten strömenden Río Mantaro. Durch den Distrikt fließen die Flüsse Río Achamayo und Río Seco.
Der Distrikt Matahuasi grenzt im Südwesten an die Distrikte  Mito und Sincos (Provinz Jauja), im Nordwesten an den Distrikt San Lorenzo (Provinz Jauja), im zentralen Norden an den Distrikt Apata (Provinz Jauja), im Nordosten und im Osten an die Distrikte Santa Rosa de Ocopa und Nueve de Julio sowie im Südosten an den Distrikt Concepción.

## Ortschaften
Im Distrikt gibt es neben dem Hauptort folgende größere Ortschaften:
- Maravilca (629 Einwohner)
- Paccha (302 Einwohner)
- Yaramucclo (1007 Einwohner)